# Олизар, Нарцисс

Родовой герб Олизаров — Хоругвь Кмитов (Радван Совитый)

Граф Нарцисс (Наркиз) Олизар (пол. Narcyz Olizar-Wołczkiewicz; 1794, с. Загоров Волынская губерния (ныне Загоровка Волынской области Украины) — 9 августа 1862, Сады возле Познани Польша) — польский политический деятель, мемуарист, публицист, художник-пейзажист.

## Биография
Представитель шляхетского рода герба Радван Совитый. Сын подчашия Великого княжества Литовского Филиппа-Нереуша Олизара и Людвики урождённой Немирович-Щит, дочери Кшиштофа Немировича-Щита. Старший брат польского поэта Густава Олизара и Аделайды, жены графа Константина Пржездецкого. Дядя историка Александра Пржездецкого.
Окончил лицей в Кременце и Виленский университет.

## Политическая деятельность
Сенатор каштелян Царства Польского. Участник заговора по подготовке восстания в Волынской губернии, делегатом (послом) от которой он был в Сейме в 1831 году.
После подавления польского восстания (1830—1831) Н. Олизар находился под арестом, бежал за пределы Российской империи и находился в эмиграции во Франции, где был активным членом консервативного крыла польской эмиграции — «Монархическое товарищество Третьего Мая» («Отель Ламбер») и сторонником А. Чарторыйского.
С 1837 года возглавлял тайную инсургентско-монархическую польскую организацию, а в 1843—1845 годах — «Монархическое товарищество Третьего Мая».

## Творчество
Большую известность получили его «Польские мемуары» (1844), переведённые на немецкий и французский языки, в которых описывалось восстание на Волыни, заключение и побег автора.
Кроме того, он был автором сборника сатирических миниатюр из жизни помещиков «Дневник оригинала» (1853), основанные, в основном, на воспоминаниях.
Н. Олизар был также талантливым художником-пейзажистом.

## Сочинения
- Gawędy о Sąsiedztwie (1840),
- Mémoires (1845; 2 изд.1871);
- Pamiętniki oryginała (1853; 2 изд., 1862)
- Z Psalmów Psalmy (1857 и 1862).